# Olympus E-330
Die Olympus E-330 ist eine digitale Spiegelreflexkamera, die gemäß dem Four-Thirds-Standard konstruiert ist. Sie wurde im Januar 2006 vorgestellt, die breite Markteinführung im darauf folgenden April.
Die Olympus E-330 ist weltweit die erste digitale Spiegelreflexkamera (DSLR) auf dem Markt, die eine Nutzung von Wechselobjektiven erlaubt und dabei eine kontinuierliche Live-View-Anzeige auf dem klapp- und schwenkbarem Kameradisplay bietet, mit dem auch gezielte Selbstporträts aufgenommen werden können.
Dies wird entweder über einen sekundären Sensor anstelle der Mattscheibe im Through-the-lens-Sucher oder über ein seitliches Wegklappen des Spiegels mit dem primären Sensor realisiert. Der optische Sucher ist als kompakter Porro-Spiegelsucher ausgeführt.
Der Bildsensor im „FourThirds“-Format (17,3 × 13,0 Millimeter) liefert netto rund 7,5 Millionen Pixel. Die bei der Olympus E-330 verwendete MOS-Technologie soll gegenüber CCD-Sensoren mit weniger Energie und einfacherer interner Ansteuerungs-Elektronik auskommen, was für eine vergrößerte lichtempfindliche Fläche pro Sensorelement und damit für ein günstigeres Rauschverhalten sorgen soll.

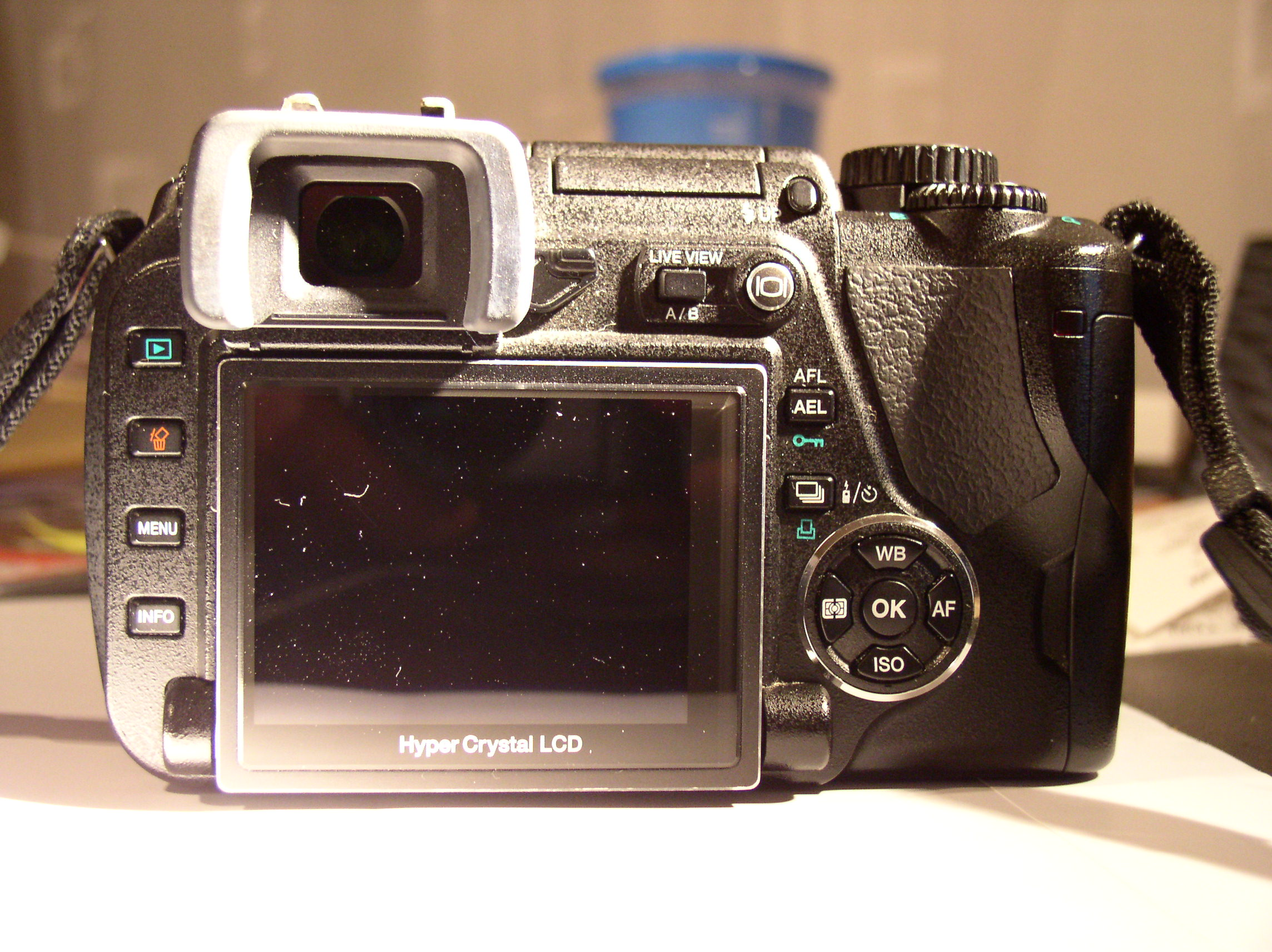
Bedienelemente der Olympus E-330 auf der Rückseite
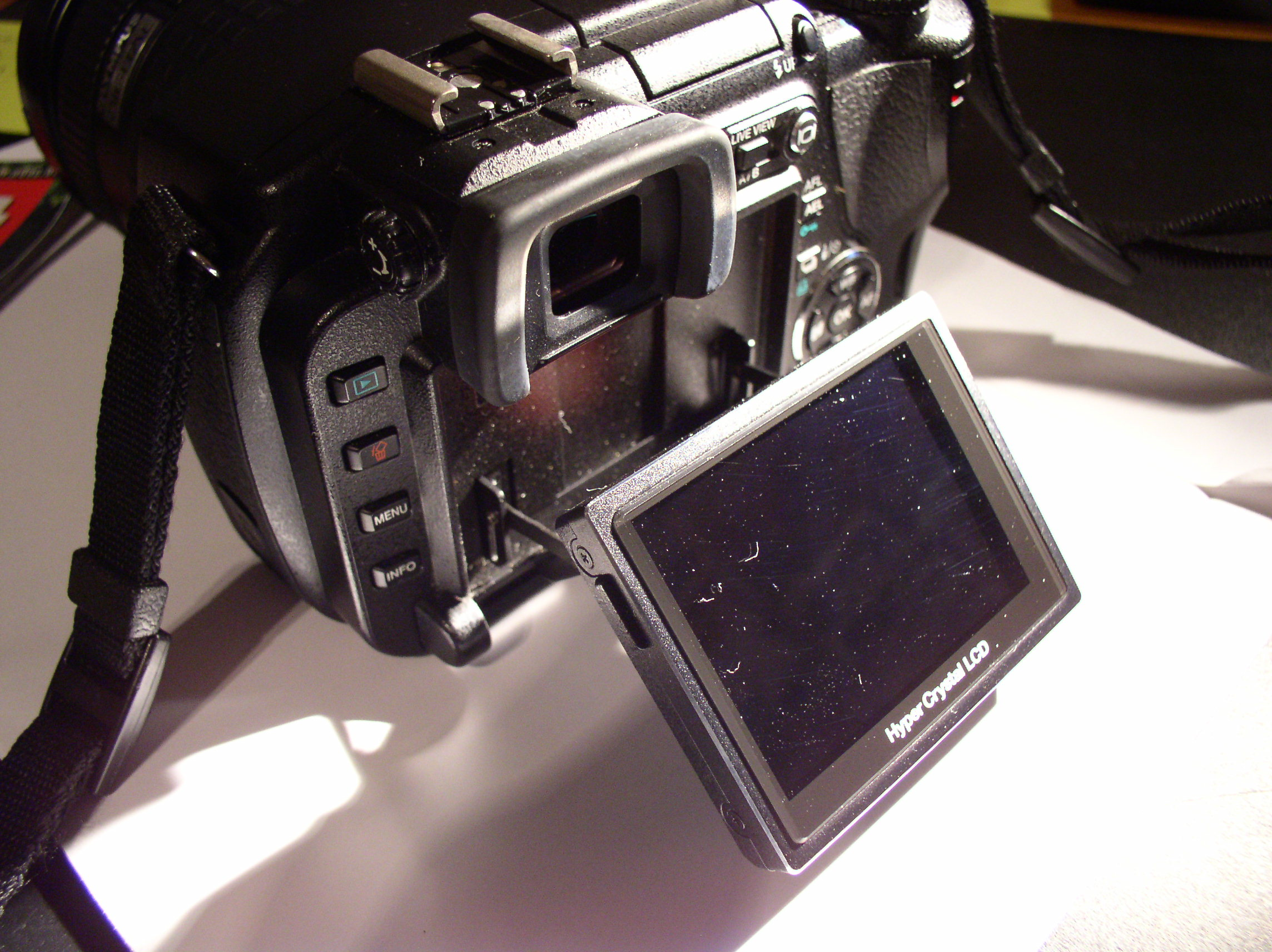
Die E-330 mit ausgeklapptem Display
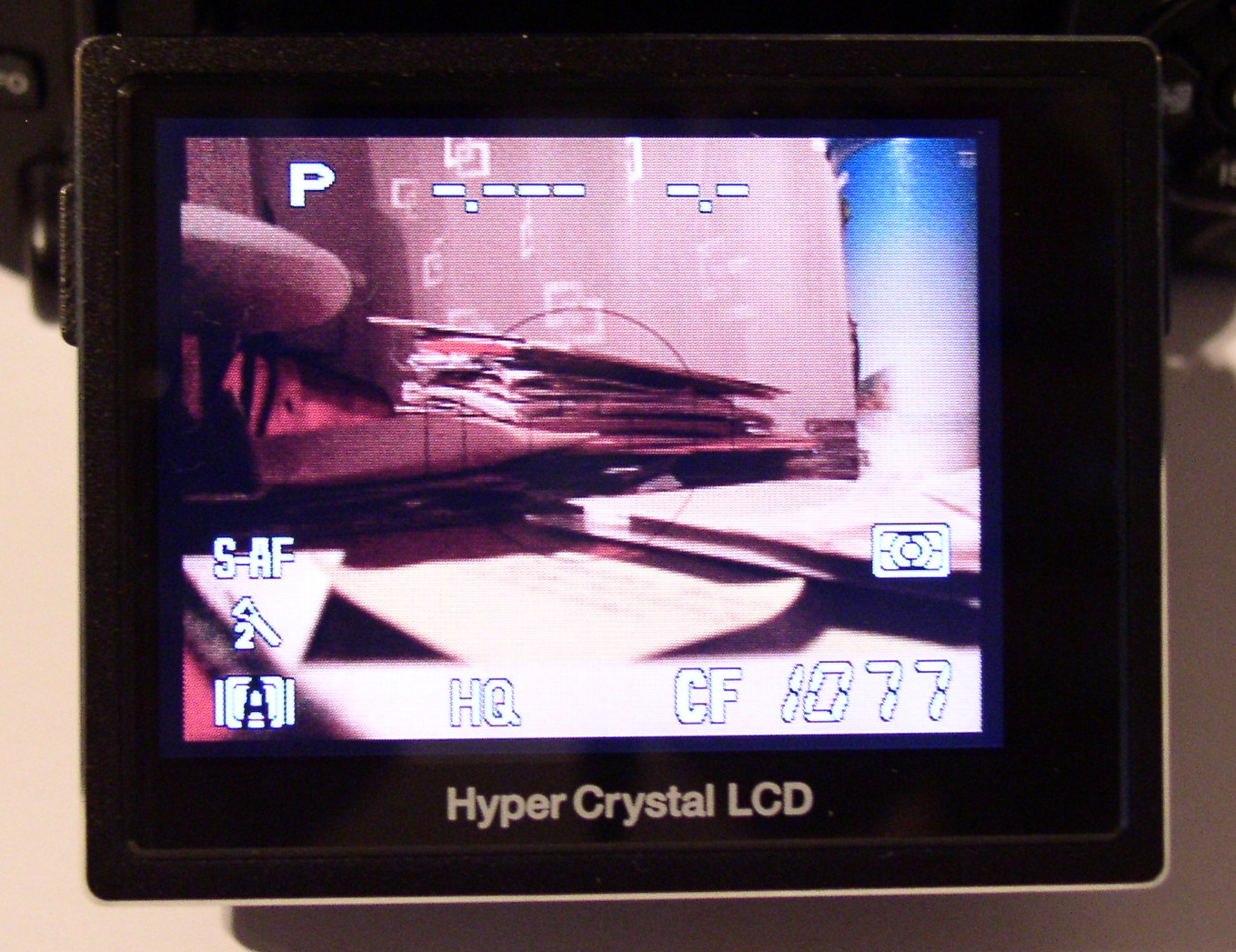
LiveView Modus A der Olympus E-330
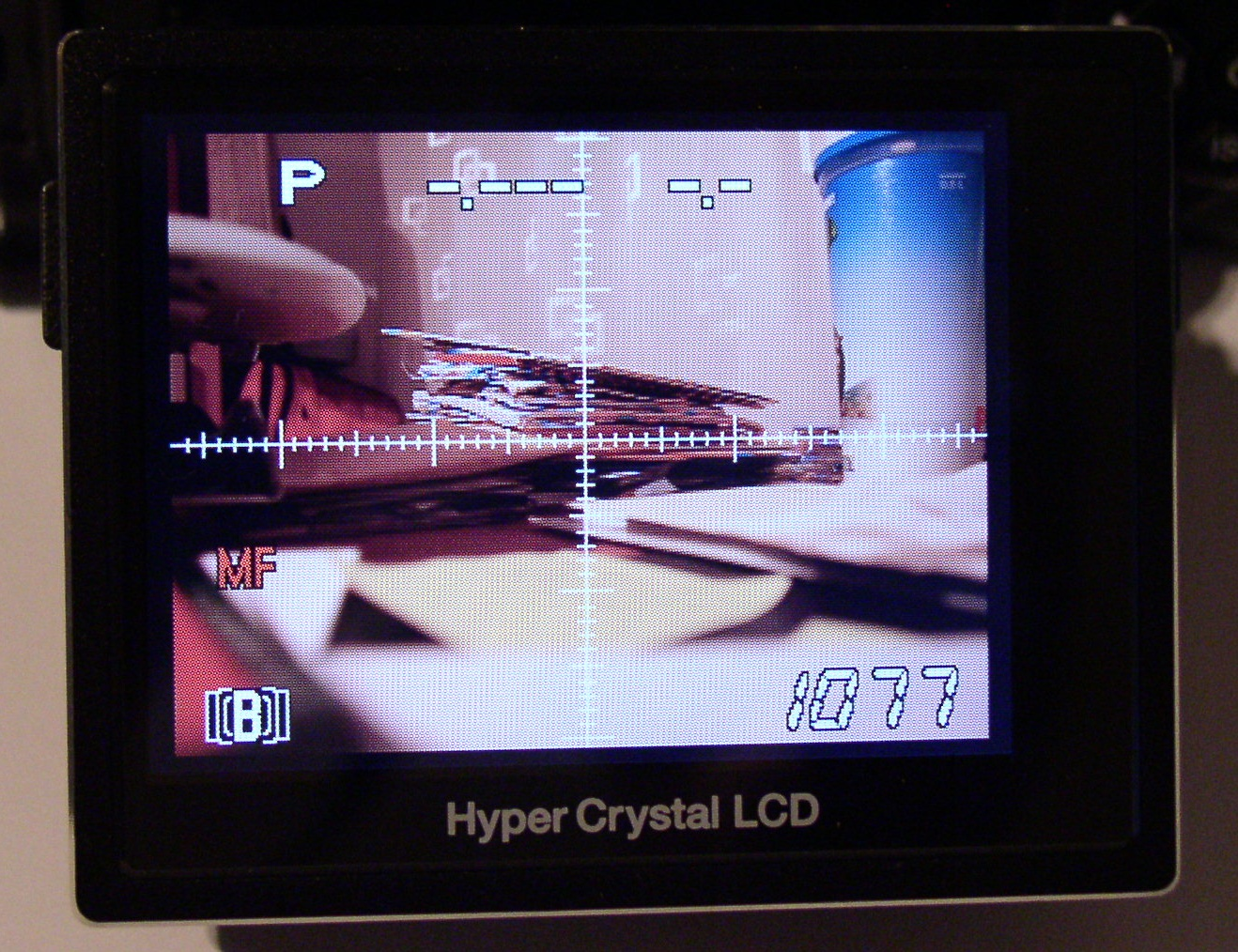
LiveView Modus B der Olympus E-330

Das E-System ist die Zusammenfassung aller digitalen Spiegelreflexkameras von Olympus und deren Zubehör.